# ديويت هايد
ديويت هايد هو قاضي وضابط ومحامي وسياسي أمريكي، ولد في 21 مارس 1909 في واشنطن العاصمة في الولايات المتحدة، وتوفي في 25 أبريل 1986 في بيثيسدا في الولايات المتحدة. نشط حزبياً في الحزب الجمهوري. وقد انتخب عضو مجلس النواب لولاية ماريلند ‏ وانتخب عضو مجلس النواب الأمريكي ‏.